# Tajuria sunia
Tajuria sunia är en fjärilsart som beskrevs av Dudley Moulton 1911. Tajuria sunia ingår i släktet Tajuria och familjen juvelvingar. Inga underarter finns listade i Catalogue of Life.